# Attention Deficit
Albums de Wale
Ambition
(2011)
Singles
1. Chillin
Sortie : 14 avril 2009
2. World Tour
Sortie : 8 septembre 2009
3. Pretty Girls
Sortie : 6 octobre 2009

Attention Deficit (parfois orthographié Attention: Deficit) est le premier album studio de Wale, sorti le 2009. Le premier single, Chillin, comprend un featuring de Lady Gaga.
L'album s'est classé 2e au Top Rap Albums, 3e au Top R&B/Hip-Hop Albums et 21e au Billboard 200.

## Liste des titres
| No  | Titre                                                | Contient un (des) sample(s) de                                        | Durée |
| --- | ---------------------------------------------------- | --------------------------------------------------------------------- | ----- |
| 1.  | Triumph                                              |                                                                       | 2:25  |
| 2.  | Mama Told Me                                         | Summer Madness (Live) de Kool & The Gang                              | 3:37  |
| 3.  | Mirrors (featuring Bun B)                            |                                                                       | 4:17  |
| 4.  | Pretty Girls (featuring Gucci Mane et Weensey)       | Girls des Moments featuring The Whatnauts Love Hangover de Diana Ross | 4:11  |
| 5.  | World Tour (featuring Jazmine Sullivan)              | Award Tour de A Tribe Called Quest featuring Trugoy the Dove          | 3:47  |
| 6.  | Let It Loose (featuring Pharrell)                    |                                                                       | 4:49  |
| 7.  | 90210                                                | Hip Hop Saved My Life de Lupe Fiasco                                  | 3:21  |
| 8.  | Shades (featuring Chrisette Michele)                 |                                                                       | 3:56  |
| 9.  | Chillin (featuring Lady Gaga)                        | Na Na Hey Hey Kiss Him Goodbye de Steam Top Billin' d'Audio Two       | 3:24  |
| 10. | TV in the Radio (featuring K'naan)                   |                                                                       | 3:20  |
| 11. | Contemplate                                          | Question Existing de Rihanna                                          | 3:33  |
| 12. | Diary (featuring Marsha Ambrosius)                   | La Valse d'Amélie (version orchestrale) de Yann Tiersen               | 4:31  |
| 13. | Beautiful Bliss (featuring Melanie Fiona et J. Cole) | (Do It, Do It) No One Does It Better des Spinners                     | 5:04  |
| 14. | Prescription                                         | Modaji d'Harvey Mason                                                 | 3:27  |

| 15. | My Sweetie          | Let Me Love You de Bunny Mack | 3:37 |
| 16. | Center of Attention |                               | 3:56 |

| 15. | Be Right | 4:01 |